# Petăr Simanov
Petăr Simanov (in bulgaro Петър Симанов?; Nova Zagora, 3 giugno 1923 – 2022) è stato un cestista e allenatore di pallacanestro bulgaro.

## Carriera
Con la Bulgaria ha disputato i Campionati europei del 1947.

## Palmarès

### Allenatore
- Campionato turco: 1

Galatasaray: 1968-69